# Koekelberg
Koekelberg egyike  Brüsszel fővárosi régiót alkotó 19 alapfokú közigazgatási egységnek, községnek. A régió északnyugati részén fekszik. 2010-ben 19 812 lakosa volt. Területe 1,17 négyzetkilométer. A 2-es és a 6-os brüsszeli metróvonalak érintik területét. Legjelentősebb látnivalója a Koekelbergi Bazilika, melyet a belga függetlenség 75. évfordulója alkalmából építettek.

## Kiejtés
- Francia: [kukəlˈbɛʁk]
- Holland: [ˈkukəlˌbɛrç] kiejtéseⓘ